# Delosperma ashtonii
Delosperma ashtonii är en isörtsväxtart som beskrevs av L. Bol.. Delosperma ashtonii ingår i släktet Delosperma, och familjen isörtsväxter. Inga underarter finns listade i Catalogue of Life.

## Bildgalleri

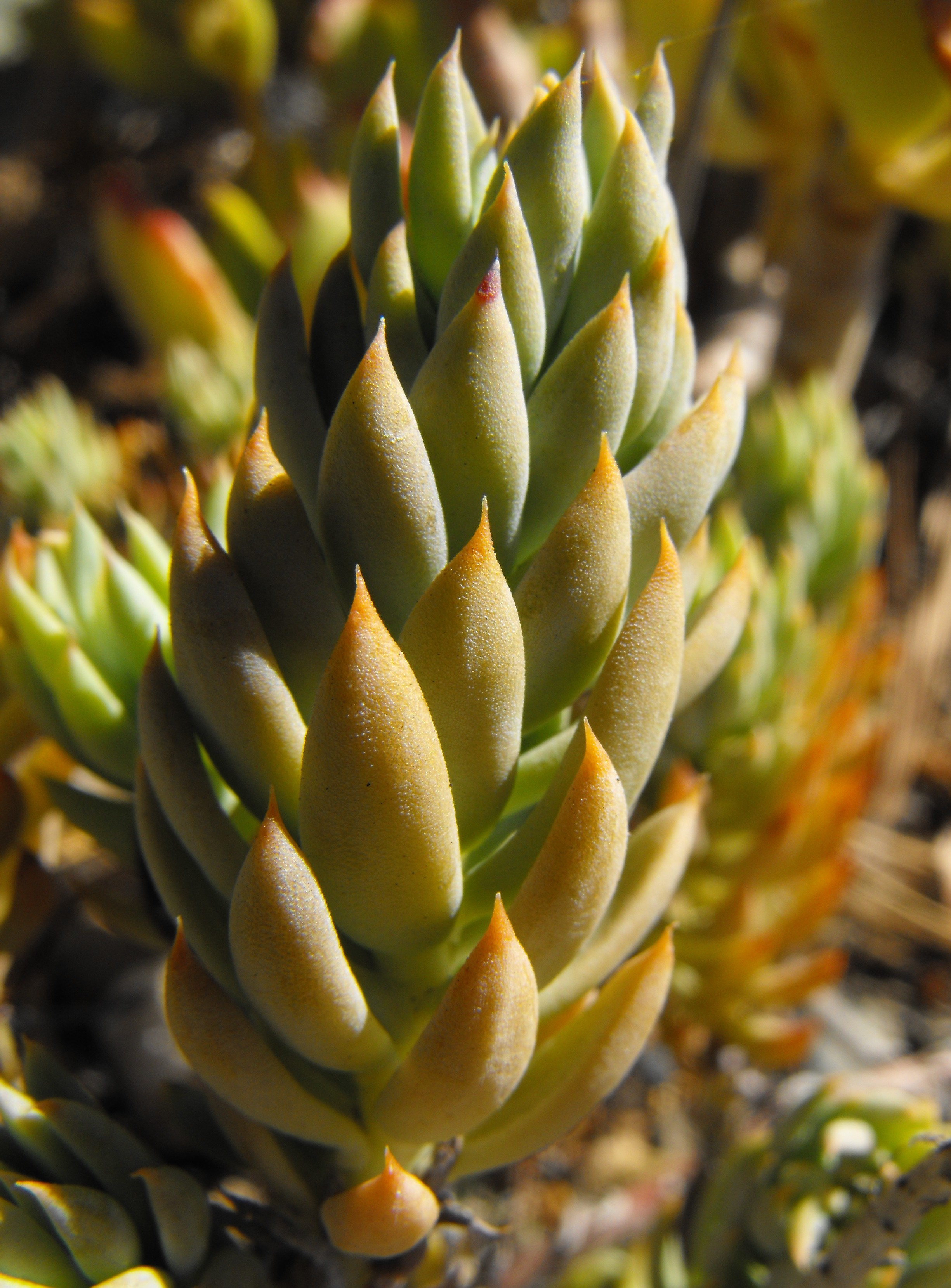
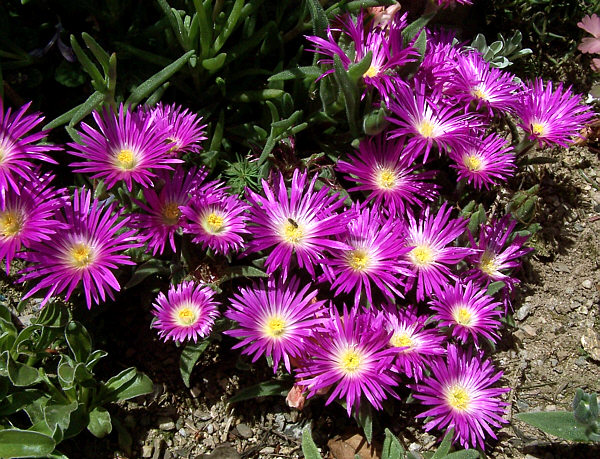